# Зазало
Зазало (груз. ზაზალო) — село в Грузии, на территории Адигенского муниципалитета края (мхаре) Самцхе-Джавахети.

## География
Село находится в южной части Грузии, к югу от реки Кваблиани, на расстоянии 6 километров (по прямой) к юго-востоку от посёлка городского типа Адигени, административного центра муниципалитета. Абсолютная высота — 1478 метров над уровнем моря.

## Население
По результатам официальной переписи населения 2014 года, в Зазало проживало 35 человек (17 мужчины и 18 женщин). В национальной структуре населения грузины составляли 100 %.
| Год  | Население, человек |
| ---- | ------------------ |
| 2002 | 63                 |
| 2014 | ↘ 35               |